# Xavier Zubiri
José Francisco Javier Zubiri Apalategi (San Sebastián, 4 de diciembre de 1898-Madrid, 21 de septiembre de 1983), conocido internacionalmente como Xavier Zubiri, fue un filósofo español. Estudió en Lovaina, Madrid y Friburgo. Fue discípulo de Juan Zaragüeta Bengoechea y de Ortega y Gasset y, más tarde, de Heidegger. Desempeñó la cátedra de Historia de la Filosofía en la Universidad de Madrid desde 1926 hasta 1935, y luego vivió, hasta 1939, en Roma y en París. En 1942 enseñó en la Universidad de Barcelona, pero abandonó la cátedra dos años más tarde, para residir en Madrid, donde, hasta pocos años antes de su fallecimiento, expuso su pensamiento en cursos privados, interrumpidos esporádicamente por sus estancias en el extranjero, como cuando, en 1973, impartió un curso de Teología en la Universidad Gregoriana de Roma.

## Biografía
Nació en San Sebastián, el 4 de diciembre de 1898. Ingresó en 1917 en el seminario de Madrid. Además de la carrera de Teología, estudió Filosofía con Juan Zaragüeta, y en 1919 con Ortega y Gasset, quien dirigirá su tesis, en la Universidad Central de Madrid. Se ordenó sacerdote en 1921, y cinco años más tarde gana la cátedra de Historia de la Filosofía en la facultad de Filosofía y Letras en la misma universidad.
Con permiso para sus estudios, en 1929 marchó a Friburgo para estudiar pensamiento fenomenológico con Husserl y Heidegger. Al año siguiente viajó a Berlín donde conoce a Albert Einstein. En 1935 fue a Roma, ocasión en que se secularizó y contrajo matrimonio, un año después, con Carmen Castro Madinaveitia, hija del historiador español Américo Castro.
Durante la guerra civil española el matrimonio marchó a París, donde permaneció hasta el fin de la misma. En esa ciudad, Zubiri trabajó en Física con Louis de Broglie y Filología con Émile Benveniste.
Al acabar la guerra regresó a España, y aceptó la cátedra de filosofía en Barcelona. Poco después pidió la excedencia, descontento por la falta de libertad de pensamiento. Desde entonces impartió cursos privados, muchos de ellos publicados a título póstumo.

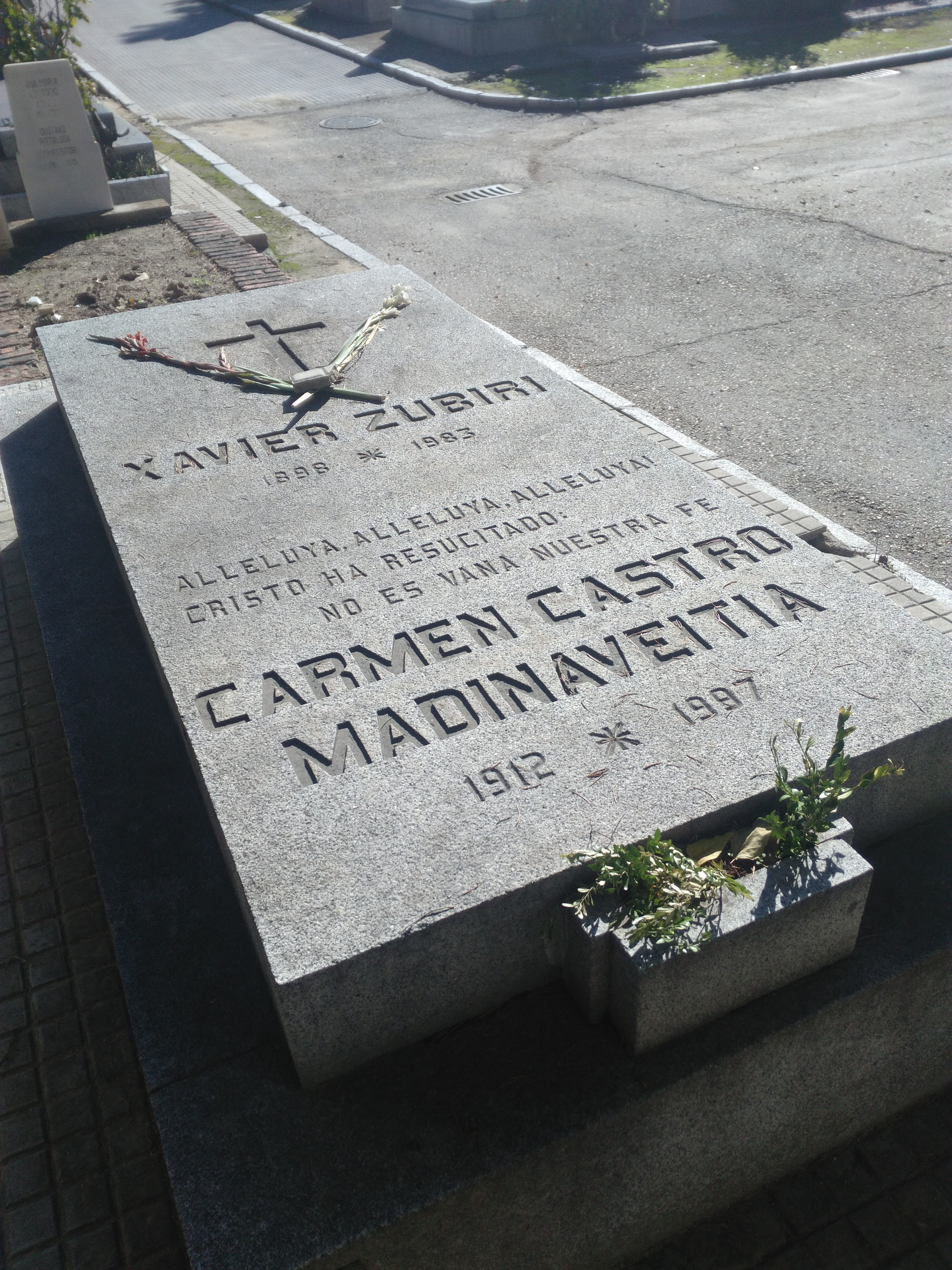
Tumba de Xabier Zubiri y su esposa en el Cementerio Civil de Madrid

Entre sus discípulos y colaboradores pueden citarse a: María Zambrano, Pedro Laín Entralgo, Diego Gracia Guillén, Ángel Jubera, Julián Marías, Jorge Eduardo Rivera —traductor de Ser y tiempo al castellano—, Antonio Ferraz e Ignacio Ellacuría, colaborador en la redacción y heredero de su obra. 
En 1947 se creó la Sociedad de Estudios y Publicaciones, de la que fue presidente. En 1980, a pesar de su avanzada edad y con el apoyo de algunos de sus alumnos, desarrolló la trilogía de "Inteligencia sentiente". Falleció en Madrid, el 21 de septiembre de 1983.

## Filosofía
Su filosofía es de una gran originalidad, en ella destaca su elaboración de una nueva idea de la realidad. La realidad no es sinónimo de las cosas existentes sino que es lo presente en la aprehensión como siendo algo propio de lo dado, es a lo que Zubiri llama "de suyo". Ha ejercido gran influencia en la teología de la liberación y en las filosofías de la praxis contemporáneas. Durante un tiempo, para sobrevivir, se dedicó con su esposa a la traducción de textos: una de sus traducciones más conocidas fue la que realizó de la obra ¿Qué es Metafísica? de Martin Heidegger.
Fue un autor muy prolífico y en vida publicó: Naturaleza, Historia, Dios (1944) que es una recopilación de artículos publicados en revistas; Sobre la Esencia (1963) donde expone su concepción metafísica de la realidad centrada en la idea de sustantividad; y los tres tomos de Inteligencia Sentiente (Inteligencia y Realidad - 1980; Inteligencia y Logos - 1982, Inteligencia y Razón - 1983) en la que Zubiri describe su idea de lo que es la intelección del hombre. Actualmente sus cursos están siendo publicados por la Fundación Xavier Zubiri.

### Principales temas de su reflexión filosófica
Su elaboración filosófica es un intento de superar el subjetivismo reinante en la modernidad y el realismo ingenuo de la filosofía clásica. La existencia humana es comprendida como religación (uno de los conceptos fundamentales de la filosofía de Zubiri). En el análisis histórico, introduce la necesidad de las posibilidades, es decir, del estudio de lo que pudo ser y no solo de lo que fue. La categoría clave de la que parte su filosofía es la realidad, pero entendiendo ésta como forma, como lo real de suyo, no allende la percepción sino en la percepción. En la aprehensión de la realidad ésta se capta como real. Esto sería la «aprehensión primordial de la realidad» la cual es realizada por una inteligencia sentiente (es decir, que une lo intelectivo con lo sensorial).
Aunque el sentir y el entender no pueden identificarse, tampoco pueden disociarse, porque el sentir humano y la intelección constituyen dos momentos de un solo acto de aprehensión, de captación de algo: eso es para Zubiri la inteligencia sentiente. Desde esta inteligencia sentiente aprehendemos lo real como real de suyo. Pero la cuestión de qué puede ser la realidad y qué son las cosas en realidad y en la realidad será función del logos y la razón. Desde estos dos momentos posteriores, el hombre hará un ensayo de lo que pueda ser la realidad allende la aprehensión.

#### El hombre, animal de realidades
Concepción del hombre de Zubiri: basada en los presupuestos antropológicos escolásticos, los cuales toma terminológicamente actualizándolos desde la fenomenología, y con un aporte renovador proporcionado por los aportes científicos de nuestro tiempo.
Zubiri pone la inteligencia como característica principal de las diferencias entre hombre y animal. La inteligencia sentiente de Zubiri consiste en la reflexión humana - inteligencia – incluyendo los propios sentidos - sentiente-.
El animal es capaz de sentir pero no de reflexionar sobre los sentidos. Otra de las características del hombre frente al animal proporcionado por la inteligencia sentiente y su forma natural de aprehender las cosas: la impresión de la realidad es la habitud. Todos los animales tienen su habitud (o modo de conducirse en el ambiente). La habitud intelectiva se diferencia en su substantividad (unidad de estructuras y funciones).
Dentro de su antropología, Zubiri distingue entre sustantivo/sustancial y entre sustantividad/sustancialidad. Tomemos como definiciones aproximadas los siguientes enunciados:
- Sustancialidad: Suficiencia en el orden constitucional (de la unidad de estructuras y funciones).
- Sustantividad: Se refiere al carácter de una realidad, por el cual brotan propiedades que le son inherentes.

El conjunto de estas constituciones aparecen en forma de sistema clausurado (interdependientes y concatenados); la unidad de suficiencia le hace tomar el nombre de sustantividad.
En cuanto a la habitud, la sustantividad del hombre se presenta como personeidad (conciencia de la posesión que el hombre tiene de sí mismo). El hombre es un animal de realidades.
Este hecho deriva de que la inteligencia humana está abierta a la realidad. Este concepto está implantado en el ser (impuesto por una fuerza que lo supera) y que enlaza con la teoría de la religación. La religación es una dimensión ontológica y el hombre no puede prescindir de ella so pena de caer en la “soberbia de la vida”.

#### Meditación sobre la esencia
En Sobre la esencia Zubiri se centra en la discusión técnica sobre los conceptos substancia / esencia. Para Zubiri ninguna de las teorías hasta el momento enfoca bien el problema.
Su planteamiento del problema queda anotado por las siguientes medidas:
1. acota el ámbito de lo esencial y las cosas esenciales.
2. Indica cuáles son las cosas esenciales.
3. Determina en qué consiste la esencia de esas cosas.

El ámbito de lo esenciable son las cosas reales y el ámbito de lo esenciado es la realidad simpliciter o realidad verdadera.
La función de la esencia no es especificar la realidad sino estructurarla. La esencia no es una realidad de la cosa sino que es la cosa misma. La esencia se halla en las realidades sustantivas, por ello, la realidad esenciada es la realidad sustantivada. 
Se trata de un momento físico de (conformación de partes) y no lógico; en este sentido la unidad estructural de una cosa es «constitución física individual». Este carácter constitucional es lo que Zubiri llama sustantividad.
Zubiri rechaza la identificación entre individuo y singular distinguiendo entre individualidad singular e individualidad estricta.
En ocasiones la esencia también queda dividida en esencias constitutivas y esencias quidditativas.
La esencia no es definición, ni correlato de definición, es un modo distinto de proceso definitorio; se trata del estado constructo. Admite aún la esencia otro análisis, el de la talidad y la trascendentalidad. 
La filosofía de Zubiri surge en gran medida como polémica con Aristóteles. El planteamiento de Zubiri niega que la substancia sea la estructura de las cosas, afirmando que esta es substantividad, no es más que el conjunto de notas infundadas y fundantes de las demás. De este modo la esencia no es lo específico de una substancia, sino el sistema físico y real de propiedades que forman su constitución. 
Este replanteamiento obliga a distinguir los conceptos tradicionales de la ontología (realidad, ser, ente). La realidad es previa al ser, y consiste en lo que hay. El ser se funda en la realidad, es “el momento de actualidad de lo real en esa respectividad que constituye trascendentalmente el mundo (...) el ser es actualidad respectiva”. El ente es cada cosa real en cuanto es.
A los atributos trascendentales del ente (unidad, verdad, bondad) Zubiri añade la respectividad. Esta señala la interdependencia entre los entes. Para Abellán el concepto de «aprehensión de la realidad» es más ambicioso que la conciencia fenomenológica husserliana o la vida orteguiana, o la comprensión del ser heideggeriano.
Las etapas del pensamiento de Zubiri están demarcadas por la propia evolución y desarrollo de su filosofía; en la primera etapa abandona la conciencia por la inteligencia sentiente; en la segunda abandona el ser, por la realidad, y en esta última etapa trata de estructurar la filosofía de lo real en cuanto real (etapa metafísica apoyada en las anteriores donde se despliega la estructura desarrollada).
Esta última etapa se inicia en 1962 con la publicación de Sobre la Esencia y culmina con la publicación de Inteligencia Sentiente en 1983. Zubiri asume todo su pasado filosófico, rescatando los aciertos de la metafísica, de la teoría del conocimiento y de la fenomenología para concluir con una nueva disciplina: la noología.
La función primaria de la inteligencia es la de “aprehender” la realidad y no juzgarla.

#### El realismo radical: la noología
Para Zubiri la noología no es propiamente metafísica sino una especie de metafísica anterior a la propiamente dicha. Llama a la noología filosofía primera.
La noología explicita que la aprehensión de realidades /intelección sentiente es la misma cosa, aunque distinga tres momentos:
- momento de afección o noesis
- momento de alteridad o noema
- momento de fuerza de imposición o noergia.

La trascendentalidad se realiza también en tres momentos. suidad, mundanidad y respectividad, este último momento siempre conlleva los otros dos.

#### El tema de Dios: la religación
En sus primeros escritos ya aparece la fórmula de la religación. Pero este concepto no estará plenamente dotado de sentido hasta la culminación del desarrollo de la idea de inteligencia sentiente. Noesis y noema son importantes en la aprehensión, pero solo gracias a la noergia las cosas adquieren el carácter de fuerza de imposición (la realidad se nos impone, nos posee). Esta noergia es algo físico de la cosa (físico en sentido zubiriano de que la realidad le brota de sí). Su carácter radical admite las dimensiones «última» y posibilitante e impelente, dando al hombre fundamentalidad, actúa como obligación en cuanto a todo plano moral. Una obligación a aprehender la realidad como le es impuesta por las cosas, pues no cabe alternativa. 
La religación es la realidad apoderándose del individuo, se trata de un hecho experiencial, de una vivencia, de la "dimensión teologal del hombre". La religación es el fundamento que nos liga a la realidad y que plantea claramente el «problema de Dios». El carácter incoativo de la razón presenta a Dios como vía posibilitatoria; y la que parte de la religación nos lleva de hecho, al problema. Toda búsqueda de fundamento, (en cuanto que intelección con detenimiento) nos presenta ante la principalidad.
Zubiri denuncia la vía epistemológica tradicional, en la que Dios es una realidad-objeto. Dios no puede ser nunca objeto del hombre, sino en todo caso fundamento.

## Obras
- Naturaleza, Historia, Dios (libro) (1944)
- «El hombre, realidad personal» (artículo) (1963)
- Sobre la esencia (1963)
- «El origen del hombre» (artículo) (1964)
- «Notas sobre la inteligencia humana» (artículo) (1966–67)
- «La dimensión histórica del ser humano» (artículo) (1973)
- «El hombre y su cuerpo» (artículo) (1974)
- «El problema teologal del hombre» (artículo) (1975)
- «El concepto descriptivo del tiempo» (artículo) (1976)
- La idea de filosofía en Aristóteles (1978)
- «Respectividad de lo real» (artículo) [1979)
- Inteligencia Sentiente: Inteligencia y Realidad (libro) (1980)
- Prólogo a la traducción norteamericana de Naturaleza, Historia, Dios (1981)
- Inteligencia Sentiente: Inteligencia y Logos (libro) (1982)
- «Reflexiones teológicas sobre la eucaristía» (artículo) (1981)
- Inteligencia Sentiente: Inteligencia y Razón (libro) (1983)
- «¿Qué es investigar?» (artículo) (1983)
- Cinco Lecciones de Filosofía (Libro) (1963)

Tras su muerte se han publicado los siguientes libros, muchos de ellos basados en sus cursos orales:
- El hombre y Dios (1984)
- Sobre el hombre (1986)
- Estructura dinámica de la realidad (1989)
- Sobre el sentimiento y la volición (1992)
- El problema filosófico de la historia de las religiones (1993)
- El problema teologal del hombre: Cristianismo (1997)
- Los problemas fundamentales de la metafísica occidental (1994)
- Primeros escritos (1921-1926) (2000)
- Espacio. Tiempo. Materia (1996)
- El hombre y la verdad (1999)
- Sobre la realidad (2001)
- Sobre el problema de la filosofía y otros escritos (1932-1944) (2002)
- El hombre: lo real y lo irreal (2005).